# Centre Gervais Auto
Das Centre Gervais Auto ist eine Mehrzweckhalle in der kanadischen Stadt Shawinigan, Provinz Québec. 

## Geschichte
Die Halle wurde am 27. Dezember 2008 mit einem Heimspiel der Cataractes de Shawinigan eröffnet und fasst 4.300 Zuschauer. Seither ist die Arena auch die Spielstätte des Teams. Zuvor spielte die Mannschaft von 1969 bis 2008 in der Aréna Jacques Plante, die im Dezember 2008 allerdings nach der Eröffnung der aktuellen Arena geschlossen wurde. In der Saison 2008/09 spielte das Team erstmals im Center Bionest die Finalspiele um die Coupe du Président aus, verlor allerdings in sieben Spielen gegen die Voltigeurs de Drummondville.
Die Veranstaltungsstätte trug von 2008 bis 2009 den Namen Amphithéâtre Shawinigan. Darauf folgte  bis 2013 die Bezeichnung Centre Bionest de Shawinigan. Seit 2013 heißt die Heimstätte der Cataractes de Shawinigan Centre Gervais Auto.